# Franska Elfenbenskusten
Franska Elfenbenskusten var en fransk koloni i Franska Västafrika mellan Liberia och
Guldkusten.

## Geografi
Kolonin sträckte sig från Guineabukten genom urskogsbältet upp i savannområdet.
Kusten är i öster låg och sandig, av mangrove kantade laguner, i väster hög och brant. Floderna (Sassandra, Bandama, Comoé m. fl.) följer landets allmänna lutning från norr till söder; ett område i nordväster avvattnas till Niger. Högsta delarna ligger i väster (Nimbamassivet, 1 860 m ö. h.). Klimatet är hett, och kustbältet mycket nederbördsrikt.

## Näringsliv
Elfenbenskustens viktigaste exportartiklar var mahogny (från urskogsområdet), palmkärnor och palmolja, kakao, kaffe och bananer. Den inhemska befolkningen odlade majs, ris o. s. v. samt insamlade kolanötter, jams, kautschuk m. m.
Den viktigaste järnvägslinjen (627 km) gick från Abidjan vid kusten till Bobo-Dioulasso
(19 000 inv.), varifrån den byggts vidare i riktning mot Ouagadougou i Övre Volta.

## Historia
De första kolonisationsförsöken ägde rum på 1700-talet; på 1840-talet anlades franska faktorier vid kusten. Kapten Louis-Gustave Bingers upptäcktsresor 1887–92 gav anledning till upprättandet av kolonin Elfenbenskusten (1893).